# Route nationale 16 (Madagaskar)
Die Route nationale 16 (RN 16) ist eine 81 km lange, nicht befestigte Nationalstraße in der Region Ihorombe im Südosten von Madagaskar. Sie zweigt bei Analavoky von der RN 27 ab und führt in südöstlicher Richtung nach Iakora.